# Dinotopia: The Sunstone Odyssey
Dinotopia: The Sunstone Odyssey is een videospel gebaseerd op de Dinotopia-boeken van James Gurney. Het spel werd ontwikkeld door Vicious Cycle, en uitgebracht door TDK Mediactive voor de GameCube en de Xbox.

## Plot
De speler neemt de rol aan van Drake Gemini. Hij ondergaat een zoektocht om zijn familie weer bijeen te brengen en een beschermer van Dinotopia te worden.
Drake moet het eiland beschermen tegen een groot aantal vijanden, waaronder mechanische monsters.

## Gameplay
Het spel heeft 24 levels die zich afspelen in de dorpen, moerassen en jungle van Dinotopia. Indien een bepaald gebied niet te voet is te bereiken, kan de speler de hulp inroepen van dinosauriërs zoals de Skybax.
Het spel combineert verschillende genres zoals puzzelspellen en role playing games.